# Гэн Чжунмин
Гэн Чжунмин (耿仲明; 1604 — 30 декабря 1649) — китайский военачальник, перешедший от династии Мин к династии Цин, во время которой служил обеим сторонам. Его внук Гэн Цзинчжун был одним из трех феодалов, восставших против правления Цин в 1670-х годах.

## На службе династии Мин
Историки описывали Гэн Чжунмина как высокого смуглого человека, известного своей храбростью и находчивостью. Сначала он служил под началом военачальника династии Мин Мао Вэньлуна недалеко от границы с корейским королевством Чосон . Когда Мао был казнен за неповиновение Юанем Чунхуанем в 1629 году, Гэн и другие военачальники, такие как Кун Юдэ, отказались служить Юаню. Со своими войсками они бежали на лодках из Ляодунского полуострова в провинцию Шаньдун. Там Гэн был нанят губернатором провинции Шаньдун Сунь Юаньхуа вошел в состав гарнизона Дэнчжоу, где Сунь с помощью португальских солдат отливал пушки европейского образца. Сунь обучил Гэна и Куна использованию португальской артиллерии. В феврале 1632 года Кун и Гэн подняли мятеж в Уцяо, захватили Дэнчжоу, установили в городе повстанческий режим (Кун был назван «ваном») и попытались захватить другие города в восточном Шаньдуне, но в конечном итоге были изгнаны правительственными силами. В мае 1633 года они пересекли Бохайский залив обратно в Ляодун и сдались Хунтайцзи (1592—1643), чжурчжэньскому хану и будущему императору династии Цин.

## На службе династии Цин
Как и Куну, Гэну было разрешено сохранить контроль над своими войсками (около 6000 человек). В 1633 году он помог маньчжурам захватить город Люшунь, а в 1634 году сопровождал рейдовую экспедицию близ Датуна в Шаньси. В 1636 году ему был присвоен титул князя Хуайшуня (懷順王). Он также вел свои войска в бой во время второго вторжения Цин в Корею. В 1642 году его солдаты были включены в Китайское жёлтое знамя.
В апреле 1644 года лидер повстанцев Ли Цзычэн захватил столицу империи Мин Пекин и вынудил минского императора Чунчжэня (1627—1644) покончить жизнь самоубийством. Под предводительством принца-регента Доргона маньчжурские войска сделали вид, что собираются отомстить повстанцам за гибель императора, и напали на Минскую империю. В конце мая 1644 года регент Доргон и его новый союзник, минский генерал У Саньгуй, разгромили Ли Цзычэна в битве при Шанхайском перевале и вскоре отбили Пекин у повстанцев. Гэн Чжунмин был отправлен сопровождать принца Додо во время преследования отступающих повстанческих отрядов Ли Цзычэна, который отступил в свою бывшую ставку в Сиане (Шаньси). После поражения Ли Цзычэна Гэн Чжунмин участвовал в цинском завоевании провинции Цзяннань, затем сражался против сил Южного Минского принца Гуй (1644—1662), лоялистского движения, пытавшегося восстановить павшую династию Мин. Когда он вернулся в столицу в 1648 году, его титул был изменён на «Князь, умиротворяющий юг» (靖南王).
Получив единоличное командование кампанией по нападению на Гуандун, Гэн Чжунмин прибыл в Цзянси, когда услышал, что его обвиняют в защите подчиненного, укрывавшего беглых рабов. Он нашел в своем лагере триста рабов, отправил их обратно в столицу в цепях и, не дожидаясь приговора, покончил жизнь самоубийством в Цзиане, провинция Цзянси, 30 декабря 1649 года . Его войска, теперь возглавляемый его сыном Гэн Цзинмао (ум. 1671), продолжал сражаться с Южным Мин.
Звание «Доло эфу» 和碩額駙 присваивалось мужьям цинских принцесс. Гэн Чжунмин был удостоен титула принца Цзиннаня, а его сыну Гэн Цзинмао удалось сделать так, чтобы оба его сына, Гэн Цзинчжун и Гэн Чжаочжун (耿昭忠), стали придворными при цинском императоре Шуньчжи и женились на женщинах из клана Айсин Гёро. Внучка бэйлэ Хаогэ выходит замуж за Гэн Чжаочжуна (耿昭忠), а дочь Хаогэ (сына Хунтайцзи) была выдана замуж за Гэн Цзинчжуна . Дочь Йоло, маньчжурского принца из клана Айсин Гёро, была замужем за Гэн Цзючжуном, который был ещё одним сыном Гэн Цзинмао.